# Sulfadiazina
La sulfadiazina es un antibiótico de tipo sulfamida.

## Uso
Es usado contra bacterias patógenas actuando mediante la detención de la producción de ácido fólico dentro de la célula bacteriana, y es usada principalmente para el tratamiento de infecciones urinarias. 
La combinación entre sulfadiazina y pirimetamina puede ser usada para el tratamiento de la toxoplasmosis, una infección causada por el parásito Toxoplasma gondii. En estos pacientes debe asociarse con leucoverin para contrarrestar la acción antifolato de la pirimetamina.

## Efectos adversos
Los efectos adversos reportados para sulfadizina incluyen: náuseas, malestar estomacal, anorexia, y vértigo.

## Nombres comerciales
Lantrisul; Neotrizine; Sulfa-Triple #2; Sulfadiazine; Sulfaloid; Sulfonamides Duplex; Sulfose; Terfonyl; Triple Sulfa; Triple Sulfas; Triple Sulfoid